# Saznaq
Saznaq (persiska: سزنق, سازِن, سَزنَك, سَزَنَق, سَزنَغ, سِزنِق) är en ort i Iran.   Den ligger i provinsen Qazvin, i den nordvästra delen av landet, 230 km väster om huvudstaden Teheran. Saznaq ligger 1 973 meter över havet och antalet invånare är 123.
Terrängen runt Saznaq är lite bergig. Runt Saznaq är det ganska tätbefolkat, med 72 invånare per kvadratkilometer. Närmaste större samhälle är Do Sangān, 11,5 km sydväst om Saznaq. Trakten runt Saznaq består i huvudsak av gräsmarker.